# Джексборо (Теннессі)
Джексборо (англ. Jacksboro) — місто (англ. town) в США, в окрузі Кемпбелл штату Теннессі. Населення — 2306 осіб (2020).

## Географія
Джексборо розташоване за координатами 36°20′7″ пн. ш. 84°11′33″ зх. д. / 36.33528° пн. ш. 84.19250° зх. д. (36.335339, -84.192585).  За даними Бюро перепису населення США в 2010 році місто мало площу 6,59 км², уся площа — суходіл.

## Демографія
Згідно з переписом 2010 року, у місті мешкало 2020 осіб у 834 домогосподарствах у складі 560 родин. Густота населення становила 307 осіб/км².  Було 957 помешкань (145/км²).
Расовий склад населення:
| - 98,1 % — білих - 0,1 % — корінних американців - 0,1 % — чорних або афроамериканців - 0,1 % — азіатів |

До двох чи більше рас належало 1,0 %. Частка іспаномовних становила 1,6 % від усіх жителів.
За віковим діапазоном населення розподілялося таким чином: 17,9 % — особи молодші 18 років, 64,1 % — особи у віці 18—64 років, 18,0 % — особи у віці 65 років та старші. Медіана віку мешканця становила 42,5 року. На 100 осіб жіночої статі у місті припадало 98,0 чоловіків;  на 100 жінок у віці від 18 років та старших — 96,1 чоловіків також старших 18 років.
Середній дохід на одне домашнє господарство  становив 45 990 доларів США (медіана — 37 813), а середній дохід на одну сім'ю — 56 992 долари (медіана — 46 494). Медіана доходів становила 36 000 доларів для чоловіків та 36 005 доларів для жінок. За межею бідності перебувало 10,7 % осіб, у тому числі 12,1 % дітей у віці до 18 років та 6,1 % осіб у віці 65 років та старших.
Цивільне працевлаштоване населення становило 786 осіб. Основні галузі зайнятості: роздрібна торгівля — 26,6 %, освіта, охорона здоров'я та соціальна допомога — 22,9 %, виробництво — 18,7 %.